# Dahlerbrück
Dahlerbrück ist ein Ortsteil der Gemeinde Schalksmühle in Nordrhein-Westfalen und gehört zum Märkischen Kreis. Zum 1. Juli 2014 hatte Dahlerbrück 1018 Einwohner.

## Lage und Beschreibung
Dahlerbrück liegt nördlich vom Hauptort im Tal der Volme. Die Bundesstraße 54 und die Bahnstrecke Hagen–Dieringhausen verlaufen im Ort. Die Kreisstraße K10 in Richtung Breckerfeld zweigt im Ort von der Bundesstraße ab.

## Geschichte
Die erste urkundliche Erwähnung als Dahler Brücke stammt aus dem Jahr 1740; der Name nahm Bezug auf die dortige Brücke über den Fluss Volme. Der Ort gehörte damals dem Kirchspiel Halver an und war ein Abspliss der benachbarten Dahler Mühle aus dem Breckerfelder Kirchspiel, die am 27. Mai 1588 von Herzog Wilhelm von Cleve-Jülich-Berg unter dem Namen Glörmühle als Zwangsmühle konzessioniert wurde. Friedrich der Große, König von Preußen, bestätigte am 17. November 1766 für die Glörmühle ein Erbpachtverhältnis.

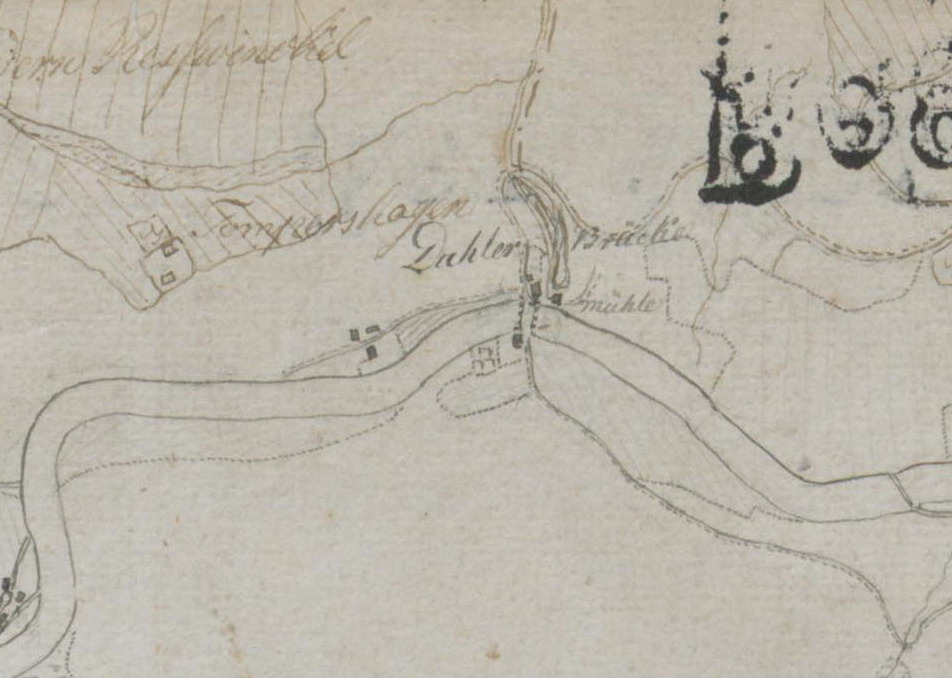
Dahlerbrück um 1795

Im Rahmen der kommunalen Neuordnung im Großherzogtum Berg wurden im Jahr 1808 neue Gebietskörperschaften geschaffen, darunter die amtsangehörige Landgemeinde Breckerfeld (nicht zu verwechseln mit der Stadtgemeinde Breckerfeld) im Landkreis Hagen und die amtsangehörigen Gemeinden Halver und Hülscheid im Landkreis Altena. Als Grenze der Gemeinden wurden im Bereich von Dahlerbrück die Volme bzw. die Glör bestimmt. Daraus ergab sich, dass der Ort Dahlerbrück, der zuletzt Gebäude auf allen Seiten der Flüsse besaß, auf dem Gebiet aller drei oben genannten Gemeinden lag.
1818 lebten acht Einwohner im Ort, davon gehörten fünf zu der Gloerfelder Bauerschaft der Gemeinde Halver (Teilort westlich der Volme) und drei zu der Wester Bauerschaft der Gemeinde Hülscheid (Teilort östlich der Volme). Auch 1838 gehörte der Ort unter dem Namen Dahlerbrücke weiterhin zum Teil der Gloerfelder Bauerschaft im Gemeinde Halver und zum Teil der Wester Bauerschaft im Gemeinde Hülscheid an, beide Gemeinden bildeten damals zusammen Bürgermeisterei und Amt Halver. 
Die laut der Ortschafts- und Entfernungs-Tabelle des Regierungs-Bezirks Arnsberg jeweils als Kotten kategorisierte Teilorte besaßen zu dieser Zeit zwei Wohnhäuser (eines zu Halver, eines zu Hülscheid) und ein landwirtschaftliches Gebäude (zu Halver). Zu dieser Zeit lebten 14 Einwohner im Ort (jeweils sieben zu Halver und Hülscheid), allesamt evangelischen Glaubens.
Bereits 1844 wurde aber die Gemeinde Hülscheid mit dem östlichen Teilort von Dahlerbrück von dem Amt Halver abgespalten und dem neu gegründeten Amt Lüdenscheid zugewiesen. Der Ort lag nun nicht nur in zwei verschiedenen Gemeinden, sondern auch in zwei verschiedenen Ämtern.
Auch auf Breckerfelder Landgemeindegebiet, damals dem Amt Beckerfeld zugehörig, wurden weitere Gebäude im Ort errichtet. Die Gemeinde- und Gutbezirksstatistik der Provinz Westfalen führt 1871 Dahlerbrück als Halveraner Kolonie, Hülscheider Kotten und Breckerfelder Mühle mit insgesamt fünf Wohnhäusern (eines zu Halver, drei zu Hülscheid und eines zu Breckerfeld-Land) und 49 Einwohnern (acht zu Halver, 32 zu Hülscheid und neun zu Breckerfeld-Land) auf.
Das Gemeindelexikon für die Provinz Westfalen von 1887 gibt eine Zahl von insgesamt 202 Einwohnern an, die in 14 Wohnhäusern lebten. Dabei lag der Siedlungsschwerpunkt mit 178 Einwohnern und elf Wohnhäusern auf Hülscheider Gemeindegebiet östlich der Volme, die Gemeinde Halver hatte einen Anteil von 16 Einwohnern in drei Häusern, und zu Breckerfeld-Land gehörte eine Mühle mit Wohnhaus und acht Einwohnern.
In den 1870/80er Jahren fand der Ort Anschluss an die Bahnstrecke Hagen–Dieringhausen. Im Ort wurde der Bahnhof Dahlerbrück errichtet. 
1895 besitzt der Ort sechs Wohnhäuser (drei zu Hülscheid, zwei zu Halver und eines zu Breckerfeld-Land) mit 58 Einwohnern (31 zu Hülscheid, 12 zu Halver und 15 zu Breckerfeld-Land). Der Halveraner Teil gehörte dabei kirchlich zum ev. Kirchspiel Schalksmühle. Die Landgemeinde Breckerfeld wurde 1899 mit der Stadtgemeinde Breckerfeld zu der erweiterten Stadt Breckerfeld vereinigt, so dass sich auch Dahlerbrück nun auf dem Gebiet zweier Gemeinden und einer Stadt befand.
1905 werden 18 Wohnhäuser (elf zu Hülscheid, drei zu Halver und vier zu Breckerfeld) und 212 Einwohner (138 zu Hülscheid, 42 zu Halver und 32 zu Breckerfeld) angegeben. Am 1. Oktober 1912 wurde der zu Halver gehörende Bereich um den Ort aus der Gemeinde Halver ausgegliedert und der neu gegründeten Gemeinde Schalksmühle zugewiesen.
Mit Wirkung vom 1. Januar 1969 wurden die Gemeinden Hülscheid (seinerzeit Amt Lüdenscheid) und Schalksmühle (damals Amt Halver) im Zuge einer Gebietsreform zur neuen Einheitsgemeinde Schalksmühle zusammengefasst, zum 1. Januar 1970 kam der Ortsbereich Im Dahl von Breckerfeld hinzu. Mit diesem Schritt wurden alle Teile von Dahlerbrück vereinigt, und der Ort ist seitdem vollständig Schalksmühle zugehörig.

## Kultur und Sehenswürdigkeiten
Unmittelbar in der Nähe an der Grenze zur Nachbarstadt Breckerfeld befindet sich die Glörtalsperre.

## Verkehr

### Straßenverkehr
Durch Dahlerbrück führt die Bundesstraße 54.

### Busverkehr
Der Busverkehr wird überwiegend durch die Märkische Verkehrsgesellschaft (MVG) und den Bürgerbus Schalksmühle durchgeführt.

## Wirtschaft
Zurückgehend auf ein Hammerwerk, das bereits 1687 urkundlich erwähnt wurde, besteht heute das Walzwerk Dahlerbrück als ein Standort in der Edelstahlsparte des finnischen Werkstoffunternehmens Outokumpu. 